# Teodor Currentzis
Theódoros Kourentzís (en grec moderne : Θεόδωρος Κουρεντζής), ou Teodor Currentzis (en russe : Теодор Курентзис), né le 24 février 1972, est un chef d'orchestre, musicien et acteur gréco-russe.

## Carrière
Currentzis naît à Athènes et, à l'âge de quatre ans, commence l'étude du piano ; à sept, il commence le violon et entre au Conservatoire National d'Athènes au département violon, à douze ans. En 1987, il commence des études de composition sous la direction de George Hadjinikos, puis en 1989, avec B. Shreck. De 1994 à 1999, Currentzis étudie la direction d'orchestre au Conservatoire d'État de Saint-Pétersbourg avec Ilia Moussine.
De 2004 à 2010, Currentzis est chef d'orchestre principal de l'Orchestre de l'opéra et théâtre de ballet de Novossibirsk, où en 2004, il fonde l'Orchestre MusicAeterna et plus tard, le Chœur MusicAeterna. Depuis février 2011, Currentzis est directeur musical de l'Opéra et théâtre de ballet de Perm, à qui il a apporté ses deux ensembles MusicAeterna.
Currentzis est nommé premier chef invité de l'Orchestre symphonique de la SWR de Baden-Baden en 2011 et en avril 2017, le SWR annonce la nomination de Currentzis en tant que premier chef d'orchestre du nouvel Orchestre symphonique de la SWR à Stuttgart, à partir de la saison 2018–2019,.
Hors de la musique, en 2009, Currentzis a joué le rôle-titre dans le film Dau (russe : Дау) d'Ilia Khrjanovski, basé sur la biographie du physicien et prix Nobel (1962), Lev Landau.
Son amour inconditionnel du parfum l'a inspiré à travailler avec le parfumeur Vincent Micotti pour la création de trois parfums à ce jour: έαp 16 (2016), Théros (2017) et September Country (2018).
Sa proximité avec le gouvernement russe fait débat en 2022.

## Prix
Currentzis a remporté le Prix national du théâtre Masque d'Or (Russie) à trois reprises :
- 2007 : Prix spécial du jury du théâtre musical pour le Cendrillon de Sergeï Prokofiev
- 2008 : Prix spécial du jury du théâtre musical pour les réalisations impressionnantes et l'authenticité de la musique, dans Le Nozze di Figaro de Wolfgang Amadeus Mozart
- 2011 : Meilleur réalisateur d'un opéra pour le Wozzeck d'Alban Berg, au Théâtre Bolchoï[7]
- 2012 : Meilleur réalisateur d'un opéra, pour Così fan tutte
- 2012 : Meilleur chef d'orchestre du ballet de Chout de Sergueï Prokofiev.

## Productions
- 2004/05 – Giuseppe Verdi (Aida) mise en scène par Dmitri Tcherniakov.
- 2005/06 – interprétation de concert et enregistrement de Henry Purcell (Dido and Aeneas).
- 2006/07 – Mozart (Le Nozze di Figaro) mise en scène par Tatjana Gürbaca.
- 2006/07 – Dmitri Chostakovitch (Lady Macbeth of Mtsensk) mise en scène par Henrich Baranovsky.
- 2007 – Sergei Prokofiev (Cinderella).
- 2008/09 – Giuseppe Verdi (Macbeth) mise en scène par Dmitri Tcherniakov à l'Opéra de Novossibirsk et à l'Opéra Bastille.
- 2009/10 – Alban Berg (Wozzeck) mise en scène Dmitri Tcherniakov in Bolshoi Theatre.
- 2009/10 – Mozart (Don Giovanni) mise en scène par Dmitri Tcherniakov au Bolshoi et au festival d'Aix-en-Provence.
- 2010 – Mieczysław Weinberg (The Passenger) au festival de Bregenz, mise en scène par David Pountney.
- 2010 – Alexei Siumak (The Requiem) au Théâtre d'art de Moscou.
- 2011 – Mozart (Così fan tutte) au Perm Opera.
- 2012 – Tchaikovsky (Iolanta) et Stravinsky (Persephone) au Teatro Real de Madrid.
- 2012 – Verdi (Macbeth) à l'Opéra de Bavière à Munich.
- 2012 – Sergei Prokofiev (Chout).
- 2013 – Purcell (The Indian Queen) au Perm Opera en coproduction avec le Teatro Real et l'English National Opera.
- 2014 – Dmitry Kurlyandsky (Nosferatu) au Perm Opera[8]
- 2014 – Mozart (Don Giovanni) au Perm Opera.

## Discographie
- Purcell, Dido and Æneas (Alpha, 2008)
- Mozart, Requiem (Alpha, 2011)
- Chostakovitch, Symphonie n° 14 (Alpha, 2011)
- Chostakovitch, concerto pour piano ; Sonate pour violon et piano (Harmonia Mundi, 2012)
- Mozart, Le Nozze di Figaro (Sony Classical, 2014)
- Rameau, Le Son de la Lumière (Sony Classical, 2014)
- Mozart, Cosi fan tutte (Sony Classical, 2014)
- Stravinsky, Le Sacre du printemps (Sony Classical, 2015)
- Tchaïkovski, Concerto pour violon ; Stravinsky, Les Noces (Sony Classical, 2016)
- Mozart, Don Giovanni (Sony Classical, 2016)
- Tchaïkovsky, Symphonie n°6 "Pathétique" (Sony Classical, 2017)
- Gustav Mahler, Symphonie n°6 "Tragique" (Sony Classical, 2018)
- Ludwig van Beethoven, Symphonie n°5 (Sony Classical, 2020)
- Ludwig van Beethoven, Symphonie n°7 (Sony Classical, 2021)

## Filmographie
- Tchaïkovski, Iolanta ; Stravinsky, Perséphone (Teatro Real, 2012)
- Purcell, The Indian Queen (Sony Classical, 2015)